# Annett Duran
Annett Ingalill Duran, född 14 maj 1964, är en svensk skådespelare och författare.
Duran startade teatergruppen Teater Alma tillsammans med sin man flamencosångaren Rogelio de Badajoz Duran, som avled 2006. De satte bland annat upp  Bernarda Albas hus av Federico García Lorca 1998 på Aliasteatern där Annett Duran spelade Bernarda. Hon spelade Söderkåkar i Tantolunden i Stockholm 1996. Mellan 1998 och 2004  arbetade Duran med sin man i ett antal föreställningar som dansare och skådespelare och med Lorcas poesi som utgångspunkt.
Annett Duran har spelat bland annat Gräsklipparen, en apokalyps på Teater Giljotin, Som tända ljus på Backstage stadsteatern i Stockholm och Stranden på Jordcirkusmanegen i regi av Rogelio de Badajoz Duran. Duran har vidareutbildat sig på Teaterhögskolan i Stockholm år 2000. Hon gick utbildning i skådespelarteknik för film 1998.
Annett Duran har spelat Kristin i Fröken Julie på Intima teatern i regi av Görel Crona 2001, medverkat i kortfilmen Duenden 1998, Beck – Hämndens pris 2000, Komplett galen i regi av Rafael Edholm 2005. 
2014 medverkande Annett Duran som skådespelare i en spansk film Vulcania med premiär 2015 och i ytterligare en spansk film Pasaje al Amanecer i regi av Andrés Castro med premiär 2017. Hon debuterade med lyriksamlingen När själen dansar barfota 2010. Våren 2012 gjorde hon en crossoverföreställning baserad på poesi ur När själen dansar barfota tillsammans med bland andra musikern Patrik Bonnet och spanske flamencodansaren Juan de la Cruz. Hennes andra bok ”Utan dina andetag” utgavs 2018.